# Wolfgang Heinze (Widerstandskämpfer)
Wolfgang Heinze (* 25. Januar 1911 in Angermünde; † 12. Januar 1945 in Dresden) war ein deutscher Jurist und Betriebsdirektor, er leistete Widerstand gegen den Nationalsozialismus.

## Leben
Heinze wurde 1911 als Sohn des Steuerinspektors und Ratsmitgliedes Hermann Heinze geboren. Er ging in Stralsund zur Schule und studierte anschließend Rechtswissenschaften an der Universität Berlin. 1932 engagierte er sich in einer antifaschistischen Jugendgruppe und war an Flugblattaktionen gegen Hitler beteiligt. 1934 wurde Wolfgang Heinze Gerichtsreferendar, später Assessor. 1939 wechselte er als Rechtsberater in den Leipziger Industriebetrieb „Köllmann Werkzeugfabrik GmbH“, dessen Syndikus und Werkdirektor er später wurde. Wolfgang Heinze war mit Hildegard Fehling verheiratet.

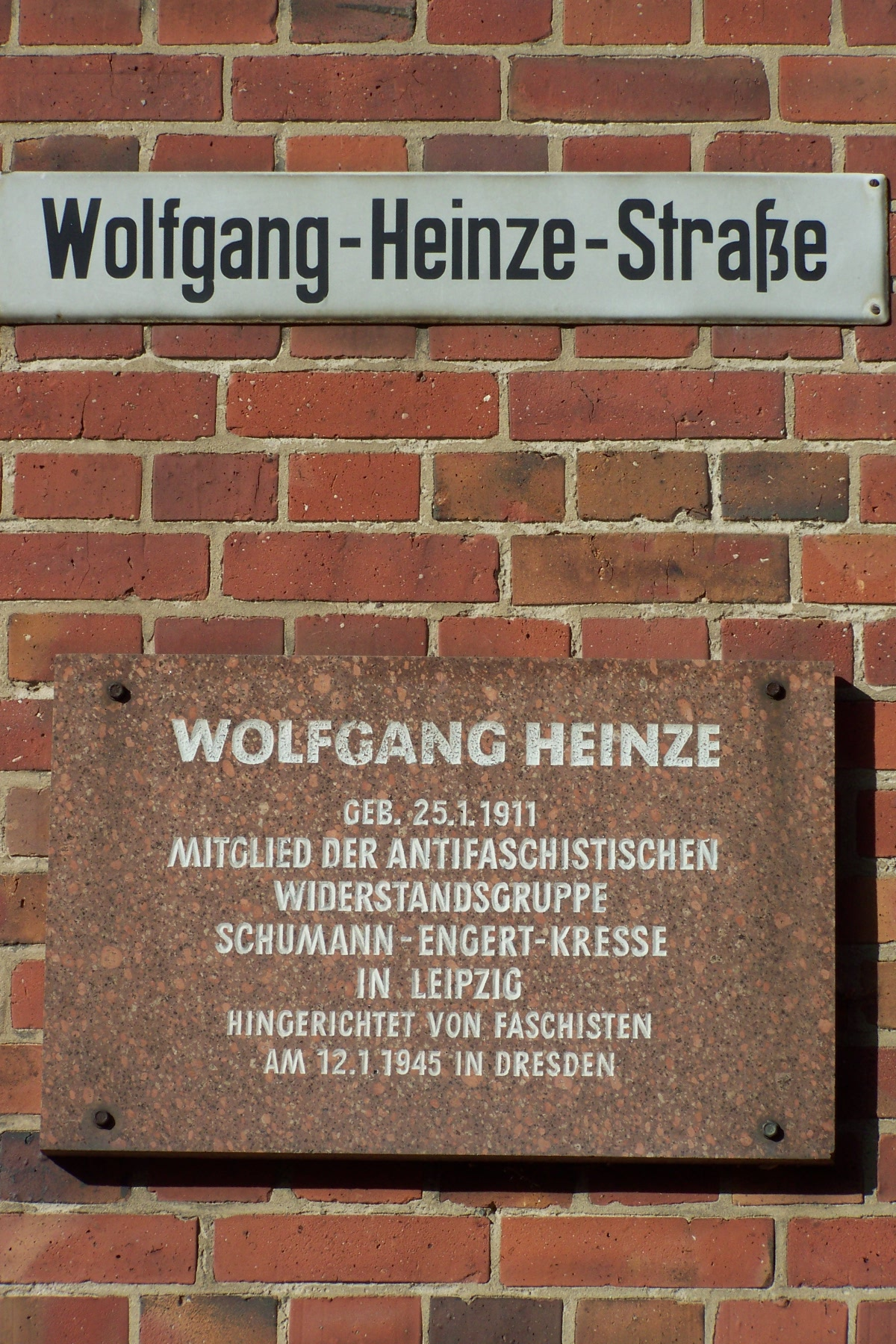
Gedenktafel in Stralsund

Zusammen mit Alfred Frank gehörte er ab 1941 zu einer Leipziger Widerstandsgruppe gegen die Nationalsozialisten. Bei Besuchen in Stralsund überbrachte er illegale Schriften und gab Hinweise für den Widerstand. In Leipzig war er an der Herausgabe einer illegalen Zeitung beteiligt. Für die im Betrieb der Köllmann-Werke beschäftigten Zwangsarbeiter organisierte er Lebensmittel, Kleidung, Medikamente u. ä. und versuchte die Produktionsaufnahme von Rüstungsteilen dort zu stören. Im August 1944 wurde Heinze von der Gestapo verhaftet. In einem Prozess zum Tode verurteilt, wurde er am 12. Januar im Hof des Dresdner Landgerichts hingerichtet. Heinzes Leichnam wurde nach Stralsund überführt und auf dem Knieperfriedhof St. Jürgen begraben.

## Ehrungen
In Leipzig wurde am 1. August 1945 die Pegauer Straße, die nach dem Markkleeberger Ortsteil Raschwitz, dem ehemaligen Wohnsitz Heinzes, führt, in Wolfgang-Heinze-Straße umbenannt. Ebenso wurde in Stralsund die Tribseer Schulstraße am 25. Januar 1952 in Wolfgang-Heinze-Straße umbenannt; bereits am 22. November 1949 war eine Schule in derselben Straße nach Heinze benannt worden.